# Castell Berguedà
El Castell Berguedà o de Madrona és un castell del municipi de Berga situat al cim del turó més alt a ponent del santuari de Queralt, al tossal anomenat Castellberguedà. És una obra declarada bé cultural d'interès nacional.

## Descripció
El castell, termenat, presenta una gran dificultat de localització. Seguim a Martí de Riquer que ha estudiat molt bé la zona i la documentació pel seu treball sobre el trobador Guillem de Berguedà:
| «                 | cal localitzar-lo, sens dubte, a l'imponent tossal escarpat dit Castellberguedà que s'aixeca davant Berga, prop del Santuari de Queralt | » |
| — Marti de Riquer | |   |

Les restes del castell serien, potser, a l'església de Sant Pere de Madrona i alguns elements de l'avui santuari de Santa Maria de Queralt.
El castell medieval, però, s'hauria construït damunt d'un castell visigòtic més antic. En recerques arqueològiques recents de l'església de Sant Pere es documenta: Origen del castell, època visigòtica (segle VII). Un «castellum» que perdura com a «castrum» a l'època carolingia i comtal. Temple actual, segle xiii; reformes entre els segles xviii i xix.

## Història

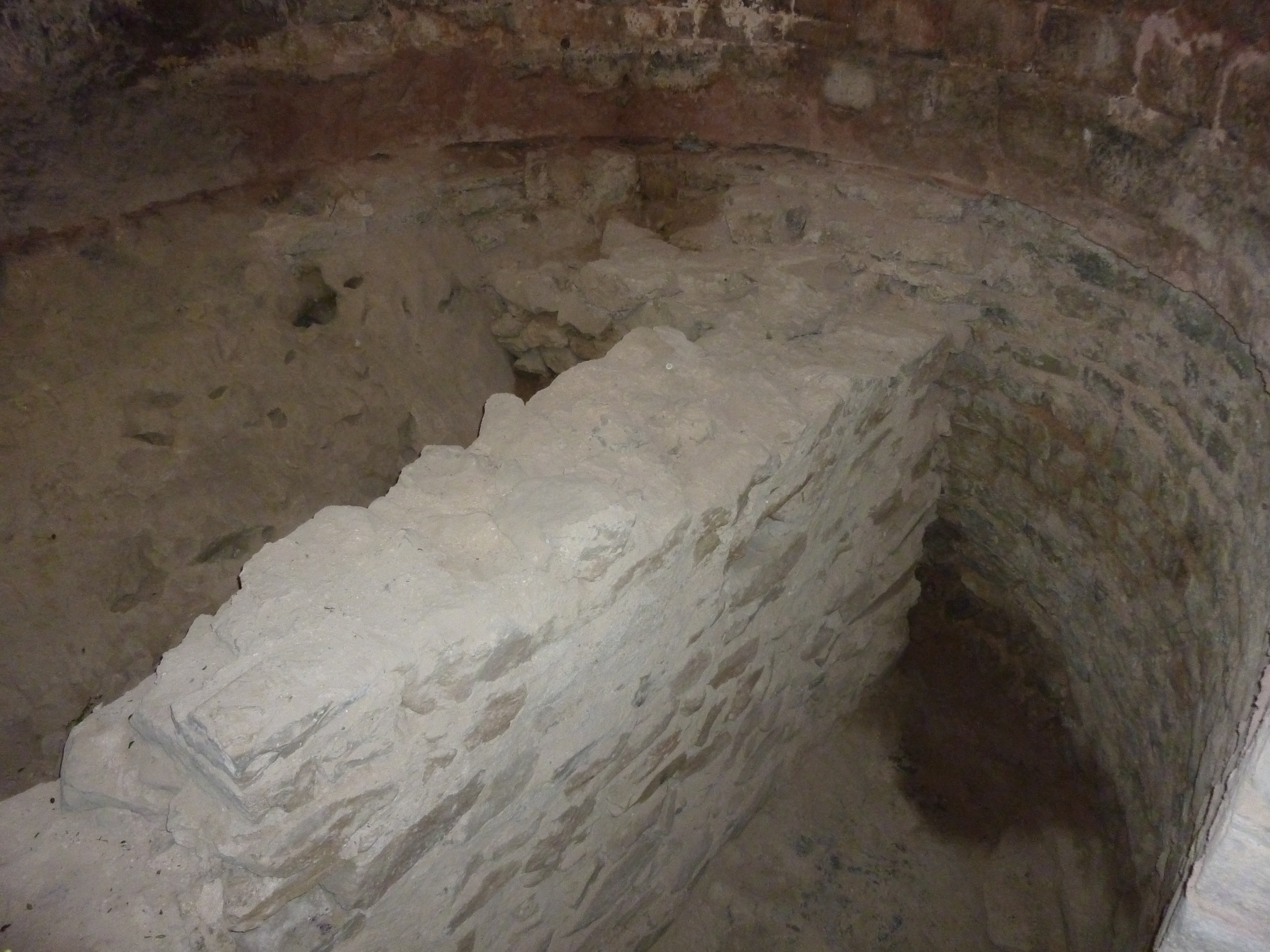
Mur de castell a Sant Pere de Madrona (Excavació (2007-2010)

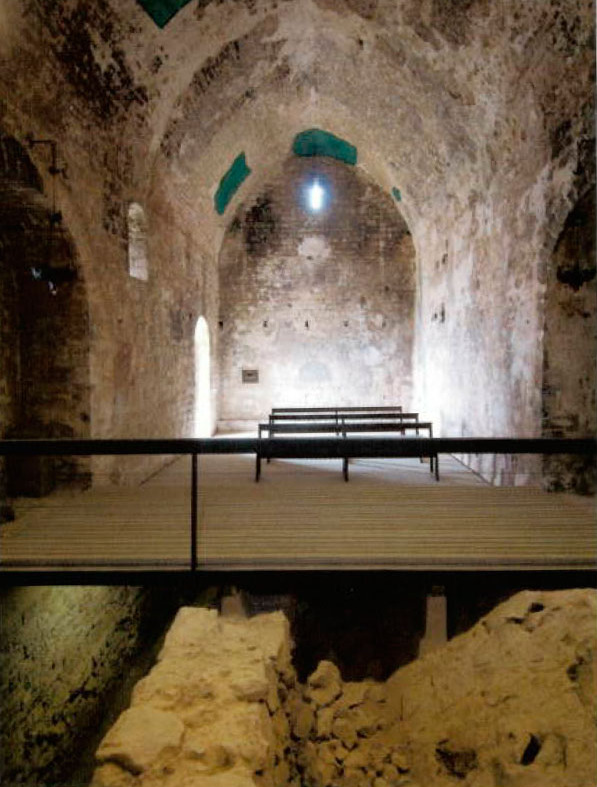
Mur del castell, al sub-sol de l'església.(Excavació (2007-2010)

És un castell termenat documentat el 1170 i identificat amb el Castell de Madrona. Fou el castell dels Berguedà, antiga família feudal de la comarca.
L'any 980 el comte Oliba i la seva muller Ermengarda donaren a Sunifred, abat de Sant Llorenç un alou situat dins el terme del castell de Madrona. A principi del segle xi en un document de donació d'un alou de la catedral de Solsona es parla del castell.
Se sap que a final del segle xi, el castell de Madrona era una possessió dels comtes de Cerdanya. En un document de l'any 1095, Guillem Ramon de Cerdanya se n'intitula senyor. Entre 1095 i 1109, Dalmau Bernat, vescomte de Berguedà, promet fidelitat a Guillem II de Cerdanya, fill de Sança de Barcelona, pel castell de Madrona i altres. Pocs anys més tard, Dalmau Bernat repetirà homenatge pels castells al comte Bernat de Cerdanya i el 1131 a Ramon Berenguer III comte de Barcelona. El 1135 Guillem de Berguedà, pare del trobador prestà jurament pel castell al comte de Barcelona Ramon Berenguer IV. El 1174, el castell s'esmenta com a afrontació en un document de venda signat per R. de Madrona, molt possiblement castlà del castell del mateix nom. L'any 1180, en una venda d'un alou que fa Ramon de Valmanya es descriuen les afrontacions: el riu Llobregat, el castell de Madrona i la riera Demetge. En el testament de Guillem de Berguedà (1183) són esmentats diversos castells i possessions, entre els quals el castell de Madrona. L'hereu del vescomte és el seu fill, el trobador Guillem de Berguedà que, en fer testament el 1187, reconegué tenir el castell de Madrona en feu del rei d'Aragó i el llegà al seu germà Berenguer.
La pertinença del castell a la família dels Berguedà porta a formular una hipòtesi sobre el canvi del nom primitiu, Madrona per Berguedà; el castell era conegut com a Castellberguedà, nom que encara persisteix en la toponímia identificant la serralada de Queralt.
Des del final del segle xii s'han perdut gairebé les traces històriques. El 1328, el «Castrum de Madrona in Berguitano» apareix en una relació de possessions del rei.